# 23am
Albums de Robert Miles
Dreamland
(1996) Organik
(2001)
23am est le deuxième album de Robert Miles, sorti en décembre 1997.
Influencé par les nombreux voyages de l'artiste, 23am évoque, entre autres sujets, le cycle normal de la vie de la naissance jusqu'à la mort, en passant par des expériences et des rencontres qui forgent la personnalité d'un être humain tout au long de son existence.

## Liste des titres
| No  | Titre                                 | Durée |
| --- | ------------------------------------- | ----- |
| 1.  | Introducing                           | 3:25  |
| 2.  | A New Flower                          | 5:58  |
| 3.  | Everyday Life (Concina, Frank Musker) | 10:30 |
| 4.  | Freedom (Concina, Musker)             | 5:51  |
| 5.  | Textures                              | 3:14  |
| 6.  | Enjoy (Concina, Musker)               | 5:55  |
| 7.  | Flying Away                           | 4:59  |
| 8.  | Heatwave                              | 5:56  |
| 9.  | Maresias                              | 5:48  |
| 10. | Full Moon (Concina, Musker)           | 6:59  |
| 11. | Leaving Behind…                       | 2:21  |